# Breakaway (Art Garfunkel)
| Recensione                        | Giudizio    |
| --------------------------------- | ----------- |
| AllMusic                          | [ 3 ]       |
| The New Rolling Stone Album Guide | [ 4 ]       |
| Sputnikmusic                      | 3.5 (Great) |
| Dizionario del Pop-Rock           | [ 6 ]       |

Breakaway è il secondo album discografico da solista del cantante Art Garfunkel (membro del duo Simon & Garfunkel), pubblicato nell'ottobre del 1975.

## Tracce

### LP
Lato A
1. I Believe (When I Fall in Love It Will Be Forever) – 3:48 (Stevie Wonder, Yvonne Wright)
2. Rag Doll – 3:06 (Steve Eaton)
3. Break Away – 3:35 (Benny Gallagher, Graham Lyle)
4. Disney Girls – 4:32 (Bruce Johnston)
5. Waters of March – 3:37 (Antônio Carlos Jobim)

Lato B
1. My Little Town – 3:50 (Paul Simon)
2. I Only Have Eyes for You – 3:39 (Al Dubin, Harry Warren)
3. Looking for the Right One – 3:21 (Stephen Bishop)
4. 99 Miles from L.A. – 3:30 (Albert Hammond, Hal David)
5. The Same Old Tears on a New Background – 3:45 (Stephen Bishop)

## Musicisti
I Believe (When I Fall in Love It Will Be Forever)
- Art Garfunkel - voce solista
- Larry Knechtel - piano
- Andrew Gold - chitarra acustica, chitarra elettrica, piano elettrico
- Lee Sklar - basso
- Russ Kunkel - batteria
- Del Newman - conduttore musicale, arrangiamento strumenti ad arco e strumenti a fiato

Rag Doll
- Art Garfunkel - voce solista
- Larry Knechtel - piano elettrico
- Andrew Gold - chitarra acustica
- Joe Osborn - basso
- Denny Seiwell - batteria
- Richard Hewson - conduttore musicale, arrangiamento strumenti ad arco

Break Away
- Art Garfunkel - voce solista
- Bill Payne - piano elettrico, sintetizzatore
- Lon Van Eaton - chitarra acustica
- Rick Shlosser - batteria
- Joe Clayton - percussioni
- Graham Nash - accompagnamento vocale-cori
- David Crosby - accompagnamento vocale-cori
- Bruce Johnston - accompagnamento vocale-cori

Disney Girls
- Art Garfunkel - voce solista, accompagnamento vocale-cori
- Bruce Johnston - piano, whistle, accompagnamento vocale-cori
- Andrew Gold - ukulele, chitarra acustica
- Joe Osborn - basso
- Russ Kunkel - batteria
- Toni Tennille - accompagnamento vocale-cori
- Jon Joyce - accompagnamento vocale-cori
- Richard Hewson - arrangiamento strumenti ad arco, conduttore musicale

Waters of March
- Art Garfunkel - voce solista
- Louie Shelton - chitarra
- Bill Payne - piano elettrico, sintetizzatore, mellotron
- Max Bennett - basso
- John Guerin - batteria

My Little Town
- Art Garfunkel - voce
- Paul Simon - voce, chitarra acustica
- Dave Matthews - arrangiamento strumenti a fiato
- Registrato a Muscle Shoals, Alabama
- Jerry Masters - ingegnere delle registrazioni
- Phil Ramone - ingegnere del remixaggio

I Only Have Eyes for You
- Art Garfunkel - voce solista
- Andrew Gold - batteria, piano, chitarra elettrica
- Nicky Hopkins - pianoforte, Fender Rhodes
- Joe Osborn - basso
- Stephen Bishop - accompagnamento vocale-cori
- Del Newman - arrangiamento strumenti ad arco, arrangiamento strumenti a fiato, conduttore musicale

Looking for the Right One
- Art Garfunkel - voce solista
- Stephen Bishop - chitarra acustica
- Andrew Gold - chitarra acustica, chitarra elettrica
- Russ Kunkel - batteria
- Richard Hewson - arrangiamento strumenti ad arco, conduttore musicale

99 Miles from L.A.
- Art Garfunkel - voce solista
- Louie Shelton - chitarra acustica
- Lee Ritenour - chitarra acustica
- Bill Payne - piano elettrico
- Reinie Press - basso
- Denny Seiwell - batteria
- Del Newman - arrangiamento strumenti ad arco, flauti e strumenti a fiato, conduttore musicale

The Same Old Tears on a New Background
- Art Garfunkel - voce solista
- John Jarvis - piano
- Joe Osborn - basso
- Jim Gordon - batteria
- Del Newman - arrangiamento strumenti ad arco e woodwinds, conduttore musicale

Note aggiuntive
- Richard Perry - produttore (eccetto il brano: My Little Town)
- Paul Simon, Art Garfunkel e Phil Ramone - produttori (solo nel brano: My Little Town)
- Art Garfunkel - produttore associato
- Kathie Carey - coordinatrice alla produzione
- Registrazioni effettuate a: 
Los Angeles (al Cherokee Recording Studios, Record Plant, The Village Recorder e A&M Recording Studios)
New York (al Record Plant e The Hit Factory)
Londra (al Marquee Studios ed al Air Studios)
- Brooks Arthur - ingegnere delle registrazioni
- Dee Robb - ingegnere delle registrazioni (brani: Break Away e Waters of March)
- Remixaggi effettuati al Davlen Studios ed al Sound Labs di Los Angeles, California
- Bill Schnee - ingegnere del remixaggio
- Doug Sax - ingegnere mastering (al The Mastering Lab)
- Norman Seeff - fotografie
- Larry Emerine - fotografie interno copertina album originale
- Ron Coro e John Brogna - design album originale
- Ringraziamento speciale a: Leah Kunkel[8]

## Classifica
Album
| Anno | Classifica            | Posizione raggiunta |
| ---- | --------------------- | ------------------- |
| 1975 | Billboard 200         | 7                   |
| 1975 | Official Albums Chart | 7                   |

Singoli
| Anno | Titolo del brano         | Classifica             | Posizione raggiunta |
| ---- | ------------------------ | ---------------------- | ------------------- |
| 1975 | I Only Have Eyes for You | Billboard Hot 100      | 18                  |
| 1976 | Break Away               | Billboard Hot 100      | 39                  |
| 1975 | I Only Have Eyes for You | Official Singles Chart | 1                   |